# Uniontown, Alabama
Uniontown là một thị trấn thuộc quận Perry, tiểu bang Alabama, Hoa Kỳ. Dân số năm 2009 là 1519 người, mật độ đạt 440 người/km².